# Geovanni Deiberson Maurício
Geovanni Deiberson Maurício Gomez, noto semplicemente come Geovanni (Acaiaca, 11 gennaio 1980), è un ex calciatore brasiliano, di ruolo centrocampista.

## Carriera

### Club
Cresciuto nelle giovanili del Cruzeiro, a 18 anni andò in prestito per un breve periodo all'America Mineiro, con la cui maglia segnò un gol in 15 gare. Giocando da ala destra si guadagnò un posto nel Brasile under 20. Terminato il prestito, trovò presto posto nella prima squadra del Cruzeiro. Il Barcellona, che da tempo seguiva il giocatore, gli fece firmare un contratto spendendo 18,48 milioni di euro. Nel 2003 fu mandato in prestito al Benfica, dove vinse il titolo nazionale (2004-2005) e rimase fino al 2006, totalizzando 118 presenze e 20 reti in campionato.
Il 17 luglio 2007, dopo un breve provino al Portsmouth, fu ingaggiato dal Manchester City (contratto di un anno con scadenza giugno 2008). Il 19 agosto 2007 mise a segno il gol decisivo nel derby con il Manchester Utd, il primo con Sven-Göran Eriksson sulla panchina del City. Il 3 luglio 2008 ha concluso il suo rapporto con il Manchester City. Il 4 luglio 2008 è stato acquistato dall'Hull City. Il 5 luglio 2010 ufficializza la rescissione del contratto con l'Hull City per accasarsi, il 16 agosto 2010, ai San Jose Earthquakes.

### Nazionale
Con la nazionale verdeoro ha preso parte al torneo di calcio alle Olimpiadi 2000 e alla Copa América 2001. Nel torneo continentale Geovanni scese in campo una sola volta, nella gara persa dal Brasile per 1-0 contro il Messico, in quella che è stata la sua unica partita con la Nazionale brasiliana.

## Statistiche

### Cronologia presenze e reti in nazionale
| Cronologia completa delle presenze e delle reti in nazionale ― Brasile | Cronologia completa delle presenze e delle reti in nazionale ― Brasile | Cronologia completa delle presenze e delle reti in nazionale ― Brasile | Cronologia completa delle presenze e delle reti in nazionale ― Brasile | Cronologia completa delle presenze e delle reti in nazionale ― Brasile | Cronologia completa delle presenze e delle reti in nazionale ― Brasile | Cronologia completa delle presenze e delle reti in nazionale ― Brasile | Cronologia completa delle presenze e delle reti in nazionale ― Brasile |
| Data                                                                   | Città                                                                  | In casa                                                                | Risultato                                                              | Ospiti                                                                 | Competizione                                                           | Reti                                                                   | Note                                                                   |
| ---------------------------------------------------------------------- | ---------------------------------------------------------------------- | ---------------------------------------------------------------------- | ---------------------------------------------------------------------- | ---------------------------------------------------------------------- | ---------------------------------------------------------------------- | ---------------------------------------------------------------------- | ---------------------------------------------------------------------- |
| 12-7-2001                                                              | Cali                                                                   | Messico                                                                | 1 – 0                                                                  | Brasile                                                                | Coppa America 2001 - 1º turno                                          | -                                                                      |                                                                        |
| Totale                                                                 |                                                                        | Presenze                                                               | 1                                                                      |                                                                        | Reti                                                                   | 0                                                                      |                                                                        |

## Palmarès

### Club

#### Competizioni statali
- Campionato Mineiro: 2

Cruzeiro: 1997, 1998
- Copa Sul-Minas: 1

Cruzeiro: 2001, 2002
- Supercampionato del Minas Gerais: 1

Cruzeiro: 2002
- Campionato Baiano: 1

Vitoria: 2013

#### Competizioni nazionali
- Campionato portoghese: 1

Benfica: 2004-2005
- Supercoppa di Portogallo: 1

Benfica: 2005
- Coppa di Portogallo: 1

Benfica: 2003-2004
- Coppa del Brasile: 1

Cruzeiro: 2000
- Copa Centro-Oeste: 1

Cruzeiro: 1999

#### Competizioni internazionali
- Coppa Libertadores: 1

Cruzeiro: 1997
- Recopa Sudamericana: 1

Cruzeiro: 1998

### Individuale
- Capocannoniere della Coppa di Portogallo: 1

2004-2005 (4 gol)